# Brinckochrysa antennalis
Brinckochrysa antennalis is een insect uit de familie van de gaasvliegen (Chrysopidae), die tot de orde netvleugeligen (Neuroptera) behoort. 
Brinckochrysa antennalis is voor het eerst wetenschappelijk beschreven door Navás in 1914.